# Света Параскева (Лерин)
„Света Параскева“ (на гръцки: Αγίας Παρασκευής) е православна църква в град Лерин (Флорина), Гърция, храм на Леринската, Преспанска и Еордейска епархия на Вселенската патриаршия.

## История
Първата църква „Света Параскева“ е построена в бежански район през 1934 година. През 1961 година църквата става енория, с първи свещеник Теодор Делина от Попължани. За нуждите на разрастващото се население през 1966 година започва изграждането на нов храм, който е завършен и осветен на 26 юли 1974 година. Към нея са построени мъжкият пансион „Тримата йерарси“ и старчески дом на Леринската митрополия. На 12 юни 1998 година в църквата е поставена тържествено икона на „Света Богородица Пелагонийска“.